# Човекът, който забрави Бога
„Човекът, който забрави Бога“ е български игрален филм от 1927 година, по сценарий и режисура на Васил Гендов. Оператор е Христо Константинов.

## Актьорски състав
- Васил Гендов – Павел Симов
- Жана Гендова – Ринка
- Митко Гендов – Пепи като тригодишен
- Сашко Кипров – Пепи като шестгодишен
- Милка Ламбрева – Нина, приятелка на Ринка
- Ставруда Фратева – Катерина
- Стела Дукова – Зоя
- Катя Миленкова – Богатата дама
- Любен Георгиев – Свещеникът от затвора
- Захарчук – командир на столичната пожарна команда